# 건무 (서연)
건무(建武)는 중국 서연(西燕) 모용충(慕容忠)의 연호이다. 386년 3월에서 6월까지 3개월 동안 사용하였다. 386년 6월, 모용충이 살해되자 모용영(慕容永)은 자신을 따르는 선비족 무리를 이끌고 후연(後燕)의 모용수(慕容垂)에게 칭신하여 건무 연호를 폐지하였다.
같은 시기에 사용된 다른 연호로는 동진(東晉)에서 사용한 태원(太元 : 376년 ~ 396년), 전진(前秦)에서 사용한 태안(太安 : 385년 ~ 386년), 후연(後燕)에서 사용한 건흥(建興 : 386년 ~ 396년), 후진(後秦)에서 사용한 백작(白雀 : 384년 ~ 386년), 건초(建初 : 386년 ~ 394년), 서진(西秦)에서 사용한 건의(建義 : 385년 ~ 388년), 북위(北魏)에서 사용한 등국(登國 : 386년 ~ 396년)이 있다.

## 연대대조표
| 건무                | 원년                           |
| 서력                | 386년                          |
| 육십간지 (六十干支) | 병술(丙戌)                     |
| 동진 (東晉)         | 태원(太元) 11년                |
| 전진 (前秦)         | 태안(太安) 2년                 |
| 후연 (後燕)         | 건흥(建興) 원년                |
| 후진 (後秦)         | 백작(白雀) 3년 건초(建初) 원년 |
| 서진 (西秦)         | 건의(建義) 2년                 |
| 북위 (北魏)         | 등국(登國) 원년                |

## 같이 보기
- 다른 왕조의 같은 연호
  - 후한(後漢) 건무(25년 ~ 56년)
  - 서진(西晉) 건무(304년)
  - 동진(東晉) 건무(317년 ~ 318년)
  - 후조(後趙) 건무(335년 ~ 348년)
  - 제(齊) 건무(494년 ~ 498년)
- 중국의 연호

| 이전 연호 건평(建平) | 중국의 연호 서연(西燕) | 다음 연호 중흥(中興) |